# Ralf Mackenbach
Ralf Mackenbach (Best, 4 oktober 1995) is een Nederlands zanger, danser, acteur en kernfysicus. Hij won in 2009 het Junior Eurovisiesongfestival met het lied Click clack.

## Biografie
Mackenbach groeide op in Best als jongste kind in een gezin van drie. Hij heeft twee oudere broers, onder wie Rick. Ralf Mackenbach volgde sinds 2007 de dansopleiding van Dansacademie Lucia Marthas en kreeg zanglessen van stemcoach Babette Labeij. Hij speelde de rol van kleine Tarzan in de musical Tarzan en die van Jakopje in de musical Beauty and the Beast. Mackenbach zat in de tweede klas van het atheneum toen hij meedeed aan de nationale voorronde van het Junior Eurovisiesongfestival.

### Junior Songfestival

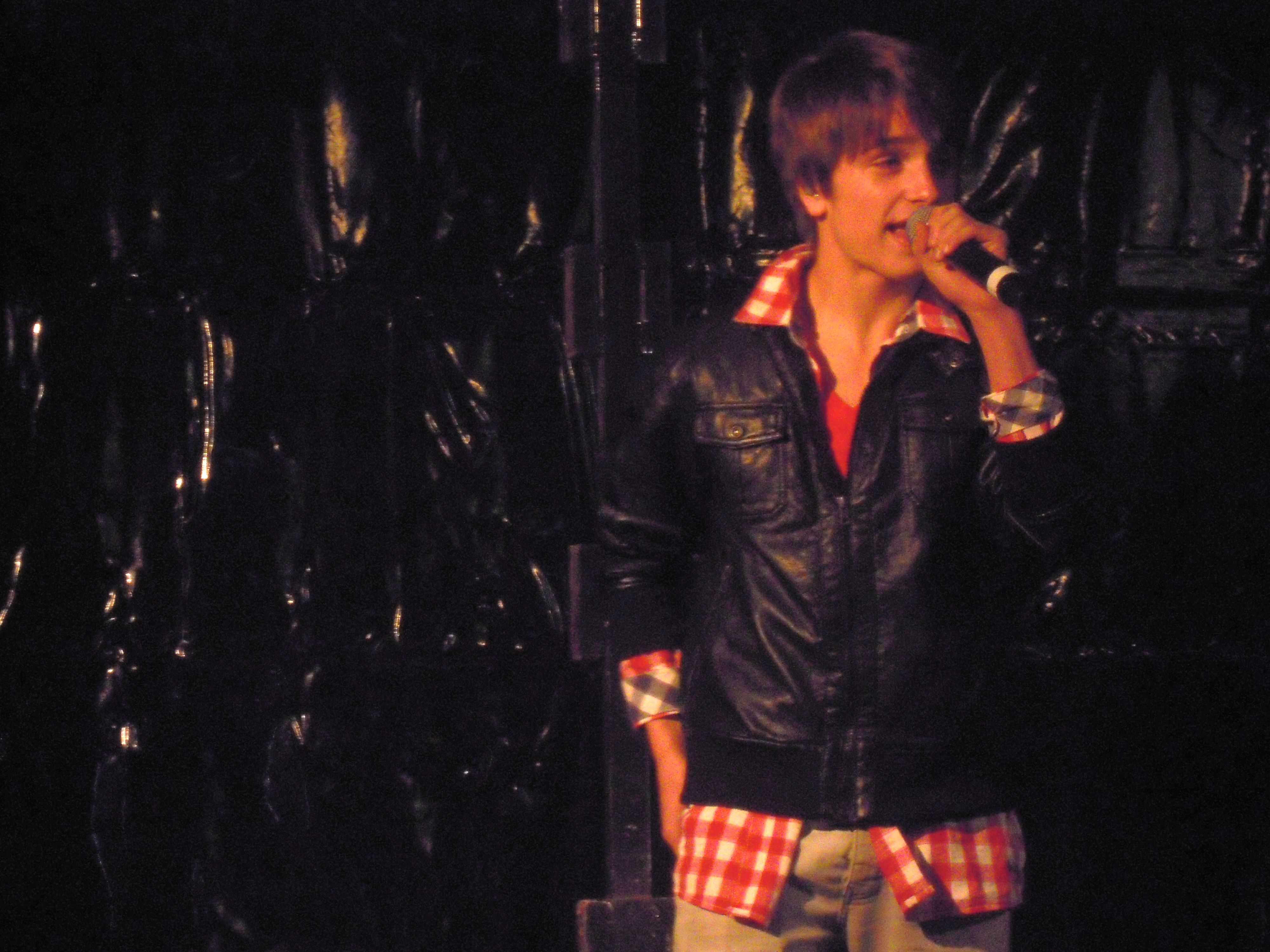
Ralf Mackenbach in Rotterdam (11 november 2011)

Op 3 oktober 2009 won Mackenbach de nationale voorronde van het Junior Eurovisiesongfestival met het liedje Click clack. Hij kreeg zowel van de kinderjury als van de vakjury en het publiek twaalf punten en eindigde daarmee bovenaan. Zijn lied ging over zijn hobby tapdansen. Mackenbach liet in de live uitgezonden eindstrijd vier kandidaten achter zich. Tijdens het Junior Eurovisiesongfestival 2009 in Kiev eindigde hij met 121 punten wederom op de eerste plaats.
Later kwam er kritiek op het lied Click clack waarmee Mackenbach de finale won. Hij zou het nummer niet zelf hebben geschreven, terwijl dat wel een vereiste was bij het Junior Songfestival. Mackenbach ontkende dit. Hij zou enkel geholpen zijn bij het schrijven. Later is vast komen te staan dat het nummer is geschreven door gitarist/componist Jan van den Langenberg samen met zijn vrouw Myrna.
Mackenbach keerde in 2010 terug op het Junior Eurovisiesongfestival voor een optreden met alle eerdere winnaars van de zangwedstrijd. Op 1 december 2012 zong hij het lied This is our party als intervalact van het Junior Eurovisiesongfestival in Amsterdam. Tevens deelde hij de punten mee van de nieuw ingevoerde kinderjury.

### Na het Songfestival
Zijn winnende lied Click clack eindigde op plaats 28 in de top 40 en op plaats zeven in de Single Top 100. In februari 2010 kwam de single Doe de smoove uit. Deze kwam echter niet verder dan de 55e plaats in de Single Top 100. Mackenbach bracht hiernaast ook nog andere singles uit als The only one, Wickie de Viking en Secret Girl.
In september 2010 kwam het debuutalbum RALF uit. Het bereikte in de Album Top 100 de tiende plaats. Ook in Vlaanderen kwam het album in de hitlijsten, en wel op de 59e plaats. Op 20 maart 2011 kreeg Mackenbach in het programma Carlo & Irene: Life4You een gouden plaat voor zijn album RALF uitgereikt, omdat er meer dan 25.000 exemplaren van waren verkocht. In 2010 verbrak Mackenbach, in samenwerking met Sjon & Sjeffrie, het wereldrecord voor het grootste aantal tegelijk dansende en zingende mensen op de Smoove en De Jungle Dans.
Na zijn overwinning was Mackenbach in diverse binnen- en buitenlandse programma's te gast. In september 2010 zetelde hij in de jury van Ketnets Vlaamse selectie Junior Eurosong, die via vier preselecties de helft van de kandidaten selecteerde voor de nationale finale, en daar de winnaar aanduidde die in Minsk mocht pogen Mackenbach op te volgen. Op 9 oktober 2011, in de aanloop naar Junior Eurosong 2011, was Mackenbach ook de eerste bekende buitenlandse gast in de liveshow Ketnet King Size.

### Opleidingen
Mackenbach werd in 2010 aangenomen op de hbo-dansopleiding. Hij kreeg acteerlessen aan Centrum voor de Kunsten Eindhoven en behaalde in 2014 zijn vwo-diploma. Daarna studeerde hij aan de Technische Universiteit Eindhoven (TU/e) waar hij in 2017 zijn Bachelor of Science in de technische natuurkunde behaalde. Op 2 december 2019 verkreeg Mackenbach de titel Ingenieur (Ir.) met zijn studie Science and Techology of Nuclear Fusion aan de TU/e. In 2020 werd Mackenbach aangesteld als promovendus aan dezelfde universiteit waar hij op 29 november 2023 cum laude promoveerde op onderzoek naar plasma dynamica bij kernfusie.

## Carrière

### Films
- Sinterklaas en het Raadsel van 5 December (2011) - Michiel
- Joris en Boris en het Geheim van de Tempel (2012) - Michiel
- Bannebroek's Got Talent (2014) - Zichzelf

### Televisie
- In 2010 had Mackenbach zijn eigen reallifesoap Ralf for Real.
- Begin 2011 deed Mackenbach mee aan Sterren Dansen op het IJs. Samen met zijn professionele partner Ally Hornsby hield hij het zeven shows vol.
- In 2011 was hij samen met Albert Verlinde, Kelly Pfaff en Do jurylid in de vocale talentenjacht My name is ...
- Van 2011 tot 2012 speelde Mackenbach samen met broer Rick een rol in de Vlaamse televisieserie Skilz.
- In 2011 had hij een programma op vtmKzoom waarin hij dansjes voordeed die hoorden bij zijn album Moving On.
- In 2012 deed Mackenbach mee aan Sterren Springen op Zaterdag, een programma op SBS6 waarin bekende Nederlanders vanaf een duikplank schoonspringen. Hierbij liep Mackenbach een hoofdwond op.[15] Na zijn deelnamen deed hij in februari 2014 mee aan een speciaal duel tegen Tanja Dexters, winnares van de Vlaamse versie, tijdens het Eindhoven Diving Cup. Dexters wist echter van hem te winnen.[16]
- In 2013 speelde Mackenbach een dj in de serie Het nieuws van Sint, waarvoor hij ook de titelsong zong.
- In 2014 was hij als jurylid te zien bij Sterren Springen op Zaterdag in de aflevering van 5 april.
- In 2015 was hij te gast in het programma Met de billen bloot.
- In 2019/2020 is hij te zien ik het tweede seizoen van All together now op RTL.

### Nasynchronisaties (selectie)
- Het Hotelleven van Zack en Cody en The Suite Life on Deck als Zack Martin.
- Hij sprak ook de stem van Reggie in de film Richie Rich's X-Mas Wish in.
- Verder sprak hij in 2010 de stem van Wickie de Viking in de film Wickie de Viking in[17] en in 2012 deed hij hetzelfde voor Wickie en de Schat van de Goden.
- Hij sprak ook de stem in van Eustaas Schreutel in de film De Kronieken van Narnia: De reis van het drakenschip.
- Voorts sprak hij de stem in van Muis in de film De Gruffalo (2010).

### Publicaties
- Available energy of trapped electrons in Miller tokamak equilibria (Contributors: R.J.J. Mackenbach; J.H.E. Proll; G. Snoep; P. Helander)  DOI: 10.1017/S0022377823001174
- Constructing precisely quasi-isodynamic magnetic fields (Contributors: A.G. Goodman; K. Camacho Mata; S.A. Henneberg; R. Jorge; M. Landreman; G.G. Plunk; H.M. Smith; R.J.J. Mackenbach; C.D. Beidler; P. Helander)  DOI: 10.1017/S002237782300065X
- The available energy of trapped electrons: a nonlinear measure for turbulent transport (Contributors: R.J.J. Mackenbach; J.H.E. Proll; R. Wakelkamp; P. Helander)  DOI: 10.1017/S0022377823001083
- Trapped-particle precession and modes in quasisymmetric stellarators and tokamaks: a near-axis perspective (Contributors: E. Rodríguez; R.J.J. Mackenbach)  DOI: 10.1017/S0022377823001125
- Bounce-averaged drifts: Equivalent definitions, numerical implementations, and example cases (Contributors: R. J. J. Mackenbach; J. M. Duff; M. J. Gerard; J. H. E. Proll; P. Helander; C. C. Hegna)  DOI: 10.1063/5.0160282
- Erratum: Available Energy of Trapped Electrons and Its Relation to Turbulent Transport [Phys. Rev. Lett. 128 , 175001 (2022)] (Contributors: R. J. J. Mackenbach; J. H. E. Proll; P. Helander)  DOI: 10.1103/PhysRevLett.130.239901
- Available Energy of Trapped Electrons and Its Relation to Turbulent Transport  DOI: 10.1103/PhysRevLett.128.175001
- The isotope effect on impurities and bulk ion particle transport in the Large Helical Device  DOI: 10.1088/1741-4326/ab0e41

## Discografie

### Albums
| Album met eventuele hitnotering(en) in de Nederlandse Album Top 100 | Datum van verschijnen | Datum van binnenkomst | Hoogste positie | Aantal weken | Opmerkingen |
| ------------------------------------------------------------------- | --------------------- | --------------------- | --------------- | ------------ | ----------- |
| Ralf                                                                | 24-09-2010            | 02-10-2010            | 10              | 21           | Goud        |
| Moving on                                                           | 07-10-2011            | 15-10-2011            | 29              | 12           |             |
| Seventeen                                                           | 31-10-2012            | 03-11-2012            | 77              | 5            |             |

| Album met hitnotering(en) in de Vlaamse Ultratop 200 albums | Datum van verschijnen | Datum van binnenkomst | Hoogste positie | Aantal weken | Opmerkingen |
| ----------------------------------------------------------- | --------------------- | --------------------- | --------------- | ------------ | ----------- |
| Ralf                                                        | 2010                  | 09-10-2010            | 59              | 6            |             |
| Moving on                                                   | 2011                  | 19-11-2011            | 66              | 2            |             |

### Singles
| Single met eventuele hitnotering(en) in de Nederlandse Top 40 | Datum van verschijnen | Datum van binnenkomst | Hoogste positie | Aantal weken | Opmerkingen                                                                |
| ------------------------------------------------------------- | --------------------- | --------------------- | --------------- | ------------ | -------------------------------------------------------------------------- |
| Click clack                                                   | 27-11-2009            | 05-12-2009            | 28              | 3            | Nr. 7 in de Single Top 100                                                 |
| Doe de smoove!                                                | 19-02-2010            | -                     |                 |              | Nr. 55 in de Single Top 100                                                |
| Koningin van alle mensen                                      | 16-04-2013            | 27-04-2013            | 6               | 3            | als onderdeel van RTL Boulevard United / Nr. 1 in de Single Top 100 / Goud |

| Single met hitnotering(en) in de Vlaamse Ultratop 50 | Datum van verschijnen | Datum van binnenkomst | Hoogste positie | Aantal weken | Opmerkingen |
| ---------------------------------------------------- | --------------------- | --------------------- | --------------- | ------------ | ----------- |
| Click clack                                          | 2009                  | 28-11-2009            | 18              | 3            |             |